# 橋本國彦
橋本 國彦（はしもと くにひこ、Qunihico Hashimoto、1904年9月14日 - 1949年5月6日）は、日本の作曲家、ヴァイオリニスト、指揮者、音楽教育者。

## 経歴
東京都本郷生まれ。ヴァイオリンを辻吉之助に師事。北野中学校（現：大阪府立北野高等学校）を経て、1923年（大正12年）東京音楽学校（現：東京芸術大学）入学。安藤幸とヨゼフ・ケーニヒにヴァイオリンを、チャーレス・ラウトロプに指揮法を学ぶ。作曲は信時潔に指導を受けるもほとんど独学であったが、同校研究科で作曲を学ぶ。歌曲『お菓子と娘』『黴』などで作曲家としての名声を獲得。斬新な曲を作る一方ではポピュラーなCM曲や歌謡曲にも手を染めた。なお、この頃ヴァイオリンを教えた弟子に朝比奈隆がいる。
こうして日本の有望な若手作曲家となった橋本は、文部省の命により1934年（昭和9年）から1937年（昭和12年）の間、ウィーンに留学する。エゴン・ヴェレスに師事。アルバン・ベルクの歌劇『ヴォツェック』上演に接したり、ヴィルヘルム・フルトヴェングラーやブルーノ・ワルターの演奏を聞く。帰国途中に寄ったロサンゼルスではアルノルト・シェーンベルクに師事するなど、積極的に新しい音楽を学んだ。帰国後は日本洋楽界きってのモダニストとして、作曲家・編曲家として活躍。教師としても優れており、1933年（昭和8年）母校の教授に就任。門下には、矢代秋雄を筆頭に芥川也寸志、團伊玖磨、黛敏郎らがいる。1940年代前半には、『学徒進軍歌』『勝ち抜く僕等少国民』などの軍国歌謡や、皇紀2600年奉祝曲の「交響曲第1番ニ調」を作曲した。また十二音技法による創作を試みたりした。
戦後は戦時下の行動の責任を取って母校を辞し、『朝はどこから』などの歌謡曲や、戦火に倒れた人々を追悼するために独唱と管弦楽のための『三つの和讃』、日本国憲法の公布を祝う『交響曲第2番』などを発表した。1949年、胃癌のため44歳で鎌倉で死去した。

## レコード録音
日本ビクターの専属アーティストとして、自作を指揮した自作自演録音や、ヴァイオリン奏者としてのソロ・伴奏録音を大量に遺している。1943年5月13日、日本人として初めてベートーヴェンの第九（第四楽章のみ）を指揮して商業録音した。尾崎喜八による日本語訳詞で、同年11月新譜として10月に《歓喜の頌》と銘打って発売され、年末のラジオ放送でも使用された。指揮者以外のメンバーは、香山淑子（ソプラノ）、四家文子（アルト）、木下保（テノール）、藤井典明（バス）、国立音楽学校合唱団、玉川学園合唱団、東京交響楽団（現：東京フィルハーモニー交響楽団）である。
他に、日本コロムビアに東京音楽学校のオケ・合唱団を指揮した自作のカンタータ『皇太子殿下御誕生奉祝歌』と、皇紀2600年奉祝曲としてハンガリーのヴェレッシュ・シャーンドルが日本に捧げた交響曲第1番（オケは紀元二千六百年奉祝交響楽団）を指揮して録音している。

## 代表作

### 管弦楽曲
- 交響曲第1番ニ調（1940年）
- 交響曲第2番ヘ調（1947年）
- バレエ音楽『香の踊』（1925年）
- スケルツォ（1926年）
- バレエ音楽『ヒドランゲヤ・オタクサ』（1927年）
- バレエ音楽『幻術師ヤーヤ』（1927年）
- 感傷的諧謔（1928年）[3]
- バレエ音楽『吉田御殿』（1931年）
- バレエ音楽『天女と漁夫』（1932年）
- 満洲大行進曲（1942年）

### 吹奏楽曲
- 行進曲『若人よ！』（1937年）
- 行進曲『興亜』（1943年以前）

### 室内楽曲
- 古典舞曲『サラバンドの面影』（1926年）
- モザート風のロンディーノ（1927年）
- ヴァイオリンとチェロのための『四分音による習作』（1930年）

### ピアノ曲
- 『おばあさん』（1925年）
- 『行進曲ヘ調』（1927年）
- 『タンスマニズム』（1933年）[4]
- 『三枚繪』（『雨の道』『踊り子の稽古帰り』『夜曲』の3曲）（1934年）
- 『をどり』（1934年）
- NHKラジオ体操第3（1946年、2代目）
- 日本狂想曲
- 子守歌

### 合唱曲
- カンタータ『皇太子殿下御生誕奉祝歌』（1934年）
- 音楽詩曲『光華門』(1939年、詩：中勘助）
- 交声曲『英霊讃歌』（1943年、詩：乗杉嘉壽）

### 歌曲
- 『垣の壊れ』（1925年、詩：北原白秋）
- 『なやましき晩夏の日に』（1925年、詩：北原白秋）
- 『巴里の雪』（1925年、詩：西條八十）
- 『薊の花』（1928年、詩：北原白秋）
- 『お菓子と娘』（1928年、詩：西條八十）
- 『城ヶ島の雨』（1928年、詩：北原白秋）
- 『斑猫（はんみょう）』（1928年、詩：深尾須磨子）
- 『黴（かび）』（1928年、詩：深尾須磨子）
- 『笛吹き女』（1928年、詩：深尾須磨子）[5]
- 『あぶくなら』（1929年、詩：浜田広介）
- 『親芋子芋』（1929年、詩：浜田広介）
- 『お六娘』（1929年、詩：林柳波）
- 『旅役者』（1929年、詩：北原白秋）
- 『百姓唄』（1929年、詩：北原白秋）
- 『富士山見たら』（1929年、詩：久保田宵二）
- 『舞』（1929年、詩：深尾須磨子）
- 『田植唄』（1930年、詩：林柳波）
- 『お菓子の家』(1930年、詩西條八十)
- 『幌馬車』（1931年、詩：西條八十）
- 『スキーの歌』（1932年、詩：林柳波、新訂尋常小学唱歌）
- 『ぼろぼろな駝鳥』（1933年、詩：高村光太郎）
- 『羽衣』（1941年、詩：林柳波）
- 『四季の組曲』（1945年、詩：深尾須磨子）
- 『三つの和讃』（1948年）

### 歌謡曲など
- 『ラヂオ小唄』（1930年、詩：西條八十）
- 『日活オンパレードの歌』（1931年、詩：柴山晴美）
- 『廟行鎮決死隊の歌』（1932年、詩：佐伯孝夫）
- 『大大阪地下鉄行進曲』（1933年、詩：平塚米次郎）
- 『チェリオ!』（1934年、詩：佐伯孝夫）
- 『母の歌』（1937年、詩：板谷節子）
- 『大日本の歌』（1938年、詩：芳賀秀次郎）
- 『國民協和の歌』（1941年、詩：大政翼賛会）
- 『大東亜戦争海軍の歌』（1942年、詩：河西新太郎）
- 『学徒進軍歌』（1944年、詩：西條八十）
- 『戦ふ花』（1944年、詩：深尾須磨子）
- 『勝ち抜く僕等少国民』（1945年、詩：上村数馬）
- 『朝はどこから』（1946年、詩：森まさる、NHKラジオ歌謡）
- 『資生堂社歌』（1946年、詩：土岐善麿）
- 『アカシヤの花』（1948年、詩：松阪直美、NHKラジオ歌謡、遺作）

## 弟子
- 芥川也寸志
- 朝比奈隆
- 岩井直溥
- 大中恩
- 奥村一
- 河辺浩市
- 小林福子
- 清水脩
- 高橋悠治
- 團伊玖磨
- 畑中良輔
- 黛敏郎
- 矢代秋雄
- 吉田隆子

## その他
- 日本人作曲家としてはめずらしく広辞苑にも記載されている。
- 高倉健の1965年の大ヒット曲『網走番外地』は、橋本がペンネームの足利龍之助で作曲した1931年公開の日活映画『レビューの踊子』の主題歌が原曲とされる[6]。

### 国立国会図書館歴史的音源
橋本國彦作曲
- 『城ケ島の雨』詩：北原白秋、アルト：斉田愛子、ピアノ：多部三郎、フルート：岡村雅雄（1935年12月）

橋本國彦作曲・ピアノ伴奏
- 『富士山見たら』詩：久保田宵二、テノール：藤原義江、フルート：岡村雅雄（1933年1月）

橋本國彦作曲・編曲
- 『牡丹』詩：北原白秋作詞、歌：徳山璉（1931年9月）
- 『支那の詩』詩：佐藤春夫、歌：徳山璉（1931年10月）

橋本國彦編曲
- 『ローレライ』詩：ハインリヒ・ハイネ、作曲：フリードリヒ・ジルヒャー、訳詞：近藤朔風（1941年7月）

橋本國彦編曲・ヴァイオリン演奏
- 『鉾を収めて』作曲：中山晋平（1933年6月）
- 『港と出船』作曲：中山晋平（1934年6月）
- 『あやつり人形』作曲：信時潔（1934年6月）

橋本國彦ヴァイオリン演奏
- 『哀歌 (Elegie)』詩：ルイ・ガレ（英語版）、作曲：ジュール・マスネ、歌：徳山璉、ピアノ：沢崎秋子（1930年12月）

橋本國彦指揮
- 『お夏狂乱（夢の歌）』
- 『お夏狂乱（あゝ愛しの人）』

詩：川路柳虹、曲・ソプラノ：関屋敏子、伴奏：日本ビクター管弦楽団（1934年10月）